# ポーランド君主一覧
ポーランド君主一覧では、現在のポーランドにあった諸王朝、諸国の君主を一覧で挙げる。

## 概要
ポーランドまたはその中核地域は、長いあいだ数多くの公（10世紀頃から14世紀）または王（11世紀 - 18世紀）によって支配されてきた。ピャスト王朝（960年頃 - 1370年）、ヤギェウォ王朝（1386年 - 1572年）の2つの王朝が長いあいだポーランドの支配者を輩出し続けた。ヤギェウォ王朝に後継者がいなくなると、ポーランド人はしばしば外国人や他王家の王子を支配者として連れてきた。16世紀から18世紀にかけて行われていた君主を自由選挙で選ぶ伝統は、ヨーロッパでは特異なものだった。ポーランドは1795年の第3次ポーランド分割に伴うポーランド・リトアニア共和国の消滅と同時に独立を失い、第一次世界大戦を経て1918年に独立を回復した時は共和政体を選択した。

## ポーランドの君主
| 支配者                              | 支配者 | 王家           | 治世                                        | 付記 |
| ----------------------------------- | ------ | -------------- | ------------------------------------------- | --- |
| レフ                                |        | レフ族         | 6世紀                                       | ポーランドを作った最初の首長 |
| クラクス                            |        | レフ族         | 8世紀                                       | 伝説的な首長 クラクフを開いた |
| ヴァンダ                            |        | レフ族         | 8世紀                                       | 伝説的な首長 クラクスの娘 母はヴァンダル人 |
| ポピェル                            |        | ポピェル家     | 公 9世紀                                    | 伝説的な首長 ポラン＝ゴプラン連合部族の首長（おそらくゴプラン族出身） |
| 粉屋のアブラハム                    |        | ハザール人     | 9世紀                                       | 842年にひょんなことでポピェル死後のポラン＝ゴプラン連合部族の首長に推挙されてしまったユダヤ人 ハザール王国の王子ないし高位の貴族で、ポラン族のもとに亡命し粉屋を経営していた人物 首長就任を固辞し、知り合いの車大工のピャスト（車屋を経営するとともにポピェル政権の宰相も務めていたポラン族の人物）を推した |
| ピャスト （車大工のピャスト）       |        | ピャスト家     | 公 9世紀                                    | 伝説的な首長（ポラン族出身） |
| シェモヴィト                        |        | ピャスト家     | 公 9世紀                                    | 伝説的な首長 ピャストの息子 |
| レステク                            |        | ピャスト家     | 公 9 - 10世紀                               | 伝説的な首長 シェモヴィトの息子 |
| シェモミスウ                        |        | ピャスト家     | 公 10世紀                                   | 伝説的な首長 レステクの息子 |
| ミェシュコ1世                       |        | ピャスト家     | 公 960年? - 992年                           | シェモミスウの息子 最初のキリスト教徒の君主 |
| ボレスワフ1世フロブルィ             |        | ピャスト家     | 公 992年 - 1025年 王 1025年                 | ミェシュコ1世の息子 最初に戴冠したポーランド王 |
| ミェシュコ2世ランベルト             |        | ピャスト家     | 王 1025年 - 1031年                          | ボレスワフ1世の息子 |
| ベスプリム                          |        | ピャスト家     | 公 1031年 - 1032年                          | ボレスワフ1世の息子 |
| ミェシュコ2世ランベルト             |        | ピャスト家     | 公 1032年 - 1034年                          | 復位 |
| カジミェシュ1世オドノヴィチェル     |        | ピャスト家     | 公 1039年 - 1058年                          | ミェシュコ2世の息子 |
| ボレスワフ2世シュチョドルィ         |        | ピャスト家     | 公 1058年 - 1076年 王 1076年 - 1079年       | カジミェシュ1世の息子 |
| ヴワディスワフ1世ヘルマン           |        | ピャスト家     | 公 1079年 - 1102年                          | カジミェシュ1世の息子 |
| ズビグニェフ                        |        | ピャスト家     | 公 1102年 - 1107年                          | ヴワディスワフ1世ヘルマンの息子 はじめボレスワフ3世と共同統治 |
| ボレスワフ3世クシヴォウスティ       |        | ピャスト家     | 公 1102年 - 1138年                          | ヴワディスワフ1世ヘルマンの息子 はじめズビグニェフと共同統治 「長子による支配」体制を採用 |
| ヴワディスワフ2世ヴィグナニェツ     |        | ピャスト家     | 首位の公 1138年 - 1146年                    | ボレスワフ3世の息子 シロンスク公を兼ねる 弟たちによって追放される |
| ボレスワフ4世ケンジェジャヴィ       |        | ピャスト家     | 首位の公 1146年 - 1173年                    | ボレスワフ3世の息子 マゾフシェ公を兼ねる |
| ミェシュコ3世スタルィ               |        | ピャスト家     | 首位の公 1173年 - 1177年                    | ボレスワフ3世の息子 ヴィエルコポルスカ公を兼ねる |
| カジミェシュ2世スプラヴィエドリヴィ |        | ピャスト家     | 首位の公 1177年 - 1190年                    | ボレスワフ3世の息子 ヴィシリツァ公、サンドミェシュ公を兼ねる |
| ミェシュコ3世スタルィ               |        | ピャスト家     | 首位の公 1190年                             | 復位 |
| カジミェシュ2世スプラヴィエドリヴィ |        | ピャスト家     | 首位の公 1190年 - 1194年                    | 復位 |
| レシェク1世ビャウィ                 |        | ピャスト家     | 首位の公 1194年 - 1198年                    | カジミェシュ2世の息子 サンドミェシュ公を兼ねる |
| ミェシュコ3世スタルィ               |        | ピャスト家     | 首位の公 1198年 - 1199年                    | 復位 |
| レシェク1世ビャウィ                 |        | ピャスト家     | 首位の公 1199年 - 1202年                    | 復位 |
| ミェシュコ3世スタルィ               |        | ピャスト家     | 首位の公 1202年                             | 復位 |
| ヴワディスワフ3世ラスコノギ         |        | ピャスト家     | 首位の公 1202年 - 1206年                    | ミェシュコ3世の息子 ヴィエルコポルスカ公を兼ねる |
| レシェク1世ビャウィ                 |        | ピャスト家     | 首位の公 1206年 - 1210年                    | 復位 |
| ミェシュコ1世プロントノギ           |        | ピャスト家     | 首位の公 1210年 - 1211年                    | ヴワディスワフ2世ヴィグナニェツの息子 オポーレ＝ラチブシュ公（高地シロンスク公）を兼ねる |
| レシェク1世ビャウィ                 |        | ピャスト家     | 首位の公 1211年 - 1227年                    | 復位 暗殺される |
| ヴワディスワフ3世ラスコノギ         |        | ピャスト家     | 首位の公 1227年 - 1229年                    | 復位 |
| コンラト1世マゾヴィエツキ           |        | ピャスト家     | 首位の公 1229年 - 1232年                    | カジミェシュ2世の息子 マゾフシェ公を兼ねる |
| ヘンリク1世ブロダティ               |        | ピャスト家     | 首位の公 1232年 - 1238年                    | ヴワディスワフ2世ヴィグナニェツの孫息子 シロンスク公を兼ねる |
| ヘンリク2世ポボジュヌィ             |        | ピャスト家     | 首位の公 1238年 - 1241年                    | ヘンリク1世の息子 シロンスク公を兼ねる レグニツァの戦いで落命 |
| ボレスワフ2世ロガトカ               |        | ピャスト家     | 首位の公 1241年                             | ヘンリク2世の息子 シロンスク公を兼ねる |
| コンラト1世マゾヴィエツキ           |        | ピャスト家     | 首位の公 1241年 - 1243年                    | 復位 |
| ボレスワフ5世フスティドリヴィ       |        | ピャスト家     | 首位の公 1243年 - 1279年                    | レシェク1世の息子 |
| レシェク2世チャルヌィ               |        | ピャスト家     | 首位の公 1279年 - 1288年                    | コンラト1世の孫息子 ヘンリク2世の女系の孫息子 |
| ヘンリク4世プロブス                 |        | ピャスト家     | 首位の公 1288年 - 1290年                    | ヘンリク2世の孫息子 コンラト1世の女系の孫息子 ヴロツワフ公を兼ねる |
| プシェミスウ2世                     |        | ピャスト家     | 首位の公 1290年 - 1295年 王 1295年 - 1296年 | ミェシュコ3世の玄孫 ヘンリク2世の女系の孫息子 ポズナン公、ヴィエルコポルスカ公、ポモジェ公を兼ねる |
| ヴァツワフ2世                       |        | プシェミスル家 | 首位の公 1296年 - 1300年 王 1300年 - 1305年 | ボヘミア王 プシェミスウ2世の娘と結婚 マウォポルスカ公を兼ねる |
| ヴァツワフ3世                       |        | プシェミスル家 | 王 1305年 - 1306年                          | ボヘミア王 ヴァツワフ2世の息子 戴冠せず 暗殺される |
| ヴワディスワフ1世ウォキェテク       |        | ピャスト家     | 首位の公 1306年 - 1320年 王 1320年 - 1333年 | コンラト1世の孫息子 レシェク2世の異母弟 ポーランド王国を再統合 |
| カジミェシュ3世ヴィエルキ           |        | ピャスト家     | 王 1333年 - 1370年                          | ヴワディスワフ1世ウォキェテクの息子 最も偉大なポーランド王の一人とされる |
| ルドヴィク・ヴェンギェルスキ        |        | アンジュー家   | 王 1370年 - 1382年                          | ハンガリー王 ヴワディスワフ1世ウォキェテクの女系の孫息子 |
| ヤドヴィガ・アンデガヴェンスカ      |        | アンジュー家   | 王 1382年 - 1399年                          | ラヨシュ1世の娘 男性の王として即位 1386年より夫のヴワディスワフ2世ヤギェウォと共同統治 |

## ポーランド・リトアニア連合王国のポーランド王
| 支配者                          | 支配者 | 王家         | 治世            | 付記 |
| ------------------------------- | ------ | ------------ | --------------- | --- |
| ヴワディスワフ2世ヤギェウォ     |        | ヤギェウォ家 | 1386年 - 1434年 | リトアニア大公 1399年まで妻ヤドヴィガと共同統治 最も治世の長いポーランド君主                              |
| ヴワディスワフ3世ヴァルネンチク |        | ヤギェウォ家 | 1434年 - 1444年 | ヴワディスワフ2世ヤギェウォの息子 ハンガリー王を兼ねる ヴァルナの戦いで落命                               |
| カジミェシュ4世ヤギェロンチク   |        | ヤギェウォ家 | 1447年 - 1492年 | ヴワディスワフ2世ヤギェウォの息子 リトアニア大公を兼ねる                                                  |
| ヤン1世オルブラフト             |        | ヤギェウォ家 | 1492年 - 1501年 | カジミェシュ4世の息子                                                                                     |
| アレクサンデル・ヤギェロンチク  |        | ヤギェウォ家 | 1501年 - 1506年 | カジミェシュ4世の息子 リトアニア大公を兼ねる                                                              |
| ジグムント1世スタルィ           |        | ヤギェウォ家 | 1506年 - 1548年 | カジミェシュ4世の息子 リトアニア大公を兼ねる 1512年にプロイセンを服属させる 1526年にマゾフシェ公国を併合  |
| ジグムント2世アウグスト         |        | ヤギェウォ家 | 1548年 - 1572年 | ジグムント1世の息子 リトアニア大公を兼ねる ポーランドとリトアニアの人的同君連合を制度的国家連合に体制変更 |

## ポーランド・リトアニア共和国のポーランド王
| 支配者                                                                 | 支配者 | 王家                   | 治世            | 付記 |
| ---------------------------------------------------------------------- | ------ | ---------------------- | --------------- | --- |
| ヘンリク・ヴァレズィ                                                   |        | ヴァロワ家             | 1573年 - 1574年 | 最初に国王自由選挙で選ばれたポーランド君主 ポーランド王位を放棄しフランス王に即位（アンリ3世）                     |
| アンナ・ヤギェロンカ                                                   |        | ヤギェウォ家           | 1575年 - 1586年 | ジグムント1世の娘 男性の王として即位 夫のステファン・バートリと共同統治                                            |
| ステファン・バートリ                                                   |        | バートリ家             | 1576年 - 1586年 | トランシルヴァニア公 妻のアンナ・ヤギェロンカと共同統治 最も偉大なポーランド王の一人とされる                       |
| ジグムント3世ヴァザ                                                    |        | ヴァーサ家             | 1587年 - 1632年 | ジグムント1世の女系の孫 スウェーデン王を兼ねる（在位1592年 - 1599年、称号のみ1599年 - 1632年）                     |
| ヴワディスワフ4世ヴァザ                                                |        | ヴァーサ家             | 1632年 - 1648年 | ジグムント3世の息子 称号のみのスウェーデン王（1632年 - 1648年）                                                    |
| ヤン2世カジミェシュ                                                    |        | ヴァーサ家             | 1648年 - 1668年 | ジグムント3世の息子 称号のみのスウェーデン王（1648年 - 1660年） 退位                                               |
| ミハウ・コリブト・ヴィシニョヴィエツキ                                 |        | ヴィシニョヴィエツキ家 | 1669年- 1673年  | 有能な軍事指導者ヤレーマ・ヴィシニョヴィエツキの息子                                                               |
| ヤン3世ソビェスキ                                                      |        | ソビェスキ家           | 1674年 - 1696年 | 最も有名なポーランド王の一人                                                                                       |
| アウグスト2世モツヌィ                                                  |        | ヴェッティン家         | 1697年 - 1706年 | ザクセン選帝侯 退位                                                                                                |
| スタニスワフ・レシチニスキ （スタニスワフ1世）                         |        | レシチニスキ家         | 1706年 - 1709年 | アウグスト2世に譲位                                                                                                |
| アウグスト2世モツヌィ                                                  |        | ヴェッティン家         | 1709年 - 1733年 | 復位 |
| スタニスワフ・レシチニスキ                                             |        | レシチニスキ家         | 1733年 - 1736年 | 復位 ポーランド継承戦争で敗退 退位し、ロレーヌ公となる                                                             |
| アウグスト3世サス                                                      |        | ヴェッティン家         | 1734年 - 1763年 | アウグスト2世の息子 ザクセン選帝侯                                                                                 |
| スタニスワフ・アウグスト・ポニャトフスキ （スタニスワフ2世アウグスト） |        | ポニャトフスキ家       | 1764年 - 1795年 | ヨーロッパ初の民主主義成文憲法5月3日憲法を制定し、立憲君主制を創始 第3次ポーランド分割による共和国消滅とともに退位 |

## 分割後のポーランド地域を支配した諸外国の君主
| 支配者                        | ポーランド語の呼び名        | 王家                                   | 治世            | 付記 |
| ----------------------------- | --------------------------- | -------------------------------------- | --------------- | --- |
| ガリツィア・ロドメリア王      |                             |                                        |                 | |
| マリア・テレジア              | マリア・テレサ              | ハプスブルク家                         | 1772年 - 1780年 | 第1次ポーランド分割で世襲領オーストリアに併合した地域にガリツィア・ロドメリア王国を創設 |
| ヨーゼフ2世                   | ユゼフ2世                   | ハプスブルク＝ロートリンゲン家         | 1780年 - 1790年 | |
| レオポルト2世                 | レオポルト2世               | ハプスブルク＝ロートリンゲン家         | 1790年 - 1792年 | |
| フランツ2世                   | フランチシェク2世           | ハプスブルク＝ロートリンゲン家         | 1792年 - 1835年 | |
| フェルディナント1世           | フェルディナント1世         | ハプスブルク＝ロートリンゲン家         | 1835年 - 1848年 | |
| フランツ・ヨーゼフ1世         | フランチシェク・ユゼフ1世   | ハプスブルク＝ロートリンゲン家         | 1848年 - 1916年 | |
| カール1世                     | カロル1世                   | ハプスブルク＝ロートリンゲン家         | 1916年 - 1918年 | |
| ワルシャワ公                  |                             |                                        |                 | |
| フリードリヒ・アウグスト1世   | フリデリク・アウグスト      | ヴェッティン家                         | 1807年 - 1815年 | アウグスト3世の孫息子 ザクセン選帝侯 ワルシャワ公国は1807年にナポレオンの衛星国家として創設されたが、ウィーン会議の取り決めで解体され、ロシア領ポーランド会議王国とプロイセン領ポズナン大公国に分割領有される |
| ポーランド会議王国の国王      |                             |                                        |                 | |
| アレクサンドル1世             | アレクサンデル1世           | ホルシュタイン＝ゴットルプ＝ロマノフ家 | 1815年 - 1825年 | 会議王国の呼び名はウィーン会議によって創設されたことから付いたもの |
| ニコライ1世                   | ミコワイ1世                 | ホルシュタイン＝ゴットルプ＝ロマノフ家 | 1825年 - 1855年 | 1831年の蜂起に際しポーランド議会により廃位を宣告される 1832年に会議王国の自治権を撤廃 |
| アレクサンドル2世             | アレクサンデル2世           | ホルシュタイン＝ゴットルプ＝ロマノフ家 | 1855年 - 1881年 | 1863年の蜂起後、会議王国をロシアに併合 |
| アレクサンドル3世             | アレクサンデル3世           | ホルシュタイン＝ゴットルプ＝ロマノフ家 | 1881年 - 1894年 | |
| ニコライ2世                   | ミコワイ2世                 | ホルシュタイン＝ゴットルプ＝ロマノフ家 | 1894年 - 1917年 | 退位 |
| ポズナン大公                  |                             |                                        |                 | |
| フリードリヒ・ヴィルヘルム3世 | フリデリク・ヴィルヘルム3世 | ホーエンツォレルン家                   | 1815年 - 1840年 | ウィーン会議によりポズナン大公国を創設 1831年までアントニ・ヘンリク・ラジヴィウを大公国の総督とする |
| フリードリヒ・ヴィルヘルム4世 | フリデリク・ヴィルヘルム4世 | ホーエンツォレルン家                   | 1840年 - 1861年 | 1849年に大公国の自治権を撤廃 |
| ヴィルヘルム1世               | ヴィルヘルム1世             | ホーエンツォレルン家                   | 1861年 - 1888年 | |
| フリードリヒ3世               | フリデリク3世               | ホーエンツォレルン家                   | 1888年          | |
| ヴィルヘルム2世               | ヴィルヘルム2世             | ホーエンツォレルン家                   | 1888年 - 1918年 | 退位 |